# Chott el Jerid

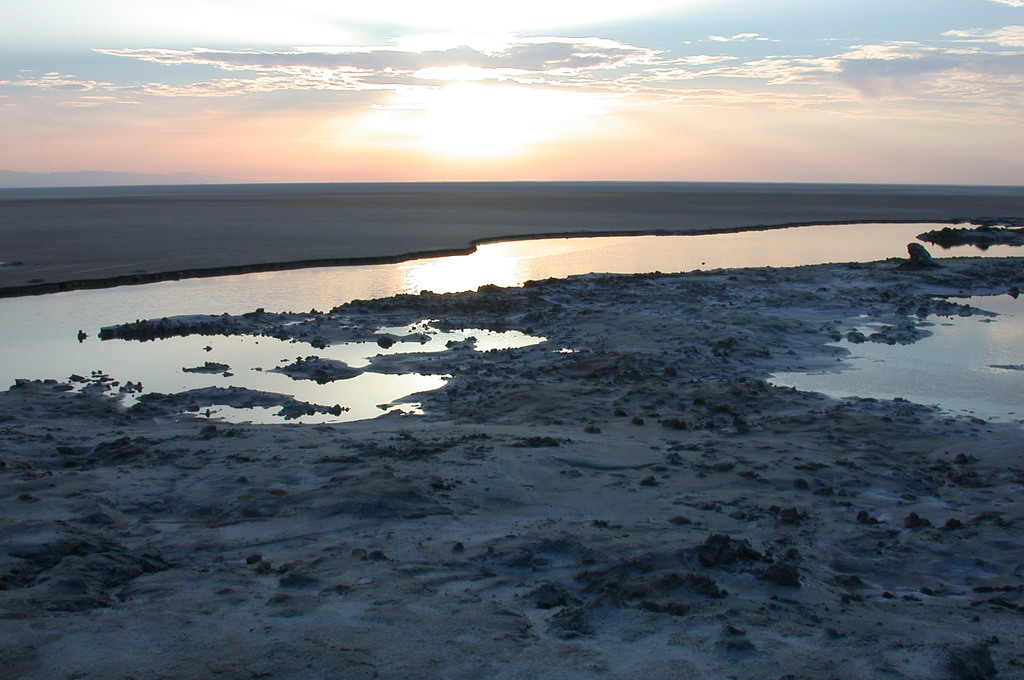
Lo Chott el Djerid all'alba.

Lo Chott el Jerid (in arabo شط الجريد‎?, Šaṭṭ al-Jarīd), anche Chott el Djerid oppure Sciott el Gerid, è un lago salato della Tunisia. Situato nel sud-ovest del paese, in una depressione tra le oasi di Tozeur e di Nefta da un lato e tra Kébili e Douz ai confini del deserto del Sahara dall'altro. Copre una superficie di oltre 5.000 km² (alcune fonti indicano 7.000 km²), per una lunghezza di 250 km circa ed una larghezza di 20 km. È il più esteso sciott della regione.
La sua superficie è composta da un agglomerato di cristalli di sale poggianti su un fondo sabbioso ed argilloso. Le precipitazioni nella zona superano raramente i 100 mm annui e la temperatura raggiunge spesso i 50 °C, cosicché in estate il lago è completamente secco. Periodicamente le scarse piogge della regione ne sciolgono la crosta facendo salire in superficie il sale, che l'intensa evaporazione fa cristallizzare rapidamente; poi, il vento ricopre di sabbia i cristalli di sale. In tal modo, la superficie cambia continuamente di colore.
Nell'antichità veniva identificato con il leggendario lago Tritone. Plinio ed Erodoto lo hanno citato, assegnandogli una posizione geografica confusa.
Nel XIX secolo fu oggetto di un progetto, rapidamente abbandonato a causa delle difficoltà tecniche dovute all'orografia della zona, che prevedeva di inondarlo facendo giungere il mare fino al limite del deserto.
Il lago è attraversato da una strada asfaltata, sopraelevata su un terrapieno, che collega Tozeur a Douz.
Il sito è classificato come zona umida di importanza internazionale dalla Convenzione di Ramsar.